# Albireo

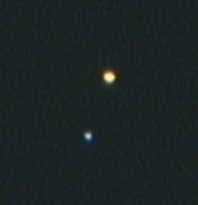
De två stjärnorna i Albireo, här avbildade med ett 200 mm reflektorteleskop.

Albireo eller Beta Cygni (β Cygni, förkortad Beta Cyg, β Cyg), som är stjärnans Bayer-beteckning, är den tredje starkaste stjärnan i stjärnbilden Svanen. Trots att den har Bayer-bokstav β, är den faktiskt svagare än Gamma Cygni.
Albireo utgör Svanens huvud, och tillsammans med Deneb (Alfa Cygni), Gamma Cygni, Delta Cygni och Epsilon Cygni bildar den asterismen Norra korset.
Stjärnans namn uppstod genom missförstånd och felaktiga översättningar. Dess namn var ursprungligen al-Minhar al-Dajajah (hönans näbb) i arabiska texter. Västerlandets lärde som skrev på latin missförstod detta, och trodde att namnet stammade från en slags ört. De översatte namnet till ab ireo (från ireus). Senare menade man att detta var en felskrivning från arabiskan, och gjorde om namnet till al-bireo.
Albireo är belägen 430 ljusår från jorden. Utan optiska hjälpmedel ser Albireo ut som en enkel stjärna, men om man ser på den genom ett teleskop eller en kikare finner man att det är en dubbelstjärna där den ena stjärnan är gul (med en skenbar magnitud på 3,1) och den andra är blå (med en skenbar magnitud på 5,1). Deras inbördes avstånd är 35 bågsekunder. På grund av dess distinkta färger är Albireo ett av de mest kontrastrika dubbelstjärnesystemen på himlen.
Det är inte känt om de två komponenterna Beta Cygni A och B kretsar kring varandra som en fysisk dubbelstjärna, eller om de bara är en optisk dubbel. Om de är fysiskt förbundna är deras omloppsperiod förmodligen minst 100 000 år. Vissa experter stöder dock argumentet för optisk dubbelstjärna, baserat på observationer som tyder på olika rörelser genom rymden för komponenterna, vilket innebär att de inte är fysiskt relaterade. Primär- och sekundärstjärnan har också olika uppmätta avstånd enligt Hipparcosuppdraget - 434 ± 20 ljusår (133 ± 6 parsek) för de primärstjärnan och 401 ± 13 ljusår (123 ± 4 parsek) för sekundärstjärnan. Gaiauppdraget har nyligen mätt avstånd till ca 330-390 ljusår (100-120 parsek) för båda komponenterna, men brus i de astrometriska mätningarna för stjärnorna innebär att data från Gaias andra datautgivning ännu inte är tillräckliga för att avgöra om stjärnorna är fysiskt förbundna.